# Ewald Swars
Ewald Swars (* 8. August 1890 in Ruboken (Rubokakai), Kreis Heydekrug, Ostpreußen; † vor dem 19. November 1962 in Frankfurt) war ein deutscher Schriftsteller.

## Leben
Ewald Michael Swars verlor im Alter von neun Jahren seine Eltern und wuchs danach bei Verwandten auf. Er besuchte die Volksschule in Verdainė (deutsch Werden). Ab 1905 besucht er die "Präperandenanstalt" in Memel, ab 1908 das dortige Lehrerseminar. Die erste Lehrerprüfung legte er 1911, die zweite 1913 in Nimmersatt ab. Am ersten Oktober 1913 rückte er als Einjährigen-Freiwilliger in die Garnison in Memel ein. Am 18. August 191? geriet er verwundet in russische Kriegsgefangenschaft. Erst 1920 kehrte er aus der Gefangenschaft in Sibirien nach Memel zurück. In den folgenden Jahren wurde er nach Memel-Schmelz, Gibbischen-Peter, Klauspuzen und Juditten versetzt. Er heiratete Charlotte Petersen, die Tochter des Molkereibesitzers aus Tauerlauken. Der Sohn Günther wurde in diesen Jahren geboren.
Im Jahr 1926 übersiedelte die Familie nach Greiffenberg in Schlesien, wo Swars wieder als Lehrer arbeitete. Dort wurde die Tochter Ingrid geboren, die später nach Amerika auswanderte. Als Flüchtling geriet er am Ende des Zweiten Weltkrieges nach Rügen, wo er wieder als Lehrer arbeitete, später auch als Dolmetscher für die russischen Besatzungstruppen. Ab 1946 arbeitete er im Landkreis Hameln an verschiedenen Schulen. Im Jahr 1954 wurde er pensioniert und starb 1962 in Frankfurt/Main, wo er am 19. November auf dem Hauptfriedhof beerdigt wurde.

## Werk
Swars veröffentlichte als junger Mann während der Jahre im Lehrerseminar einen heute nicht mehr auffindbaren Gedichtband unter dem Titel Sehnsucht. In seinem Roman Männer in Ketten verarbeitete er Erinnerungen an die Gefangenschaft in Sibirien. Autobiographisch ist auch die Erzählung Das Heilige Ufer, die einen Kriegsheimkehrer als Eigenbrötler schildert. Swars hinterließ zwei unveröffentlichte Romanmanuskripte, darunter eines über den Pruzzenführer Herkus Monte.

## Werke (Auswahl)
- Sehnsucht (Gedichte), ca. 1913 (nicht mehr auffindbar)
- Jonuschat's Weg in die Einsamkeit (Roman), 1939
- Männer in Ketten (Erzählungen, mit Zeichnungen von Edith Hultzsch), 1943
- Das Dorf am Meer (Roman), 1942
- Das heilige Ufer (Erzählungen), 1943

### Sonstige Veröffentlichungen
- Erziehung zur Masse (1926) in Die neue Erziehung, Jena, 1919, 8(1926), 377–382
- Der neue Lehrer in Rußland (1926) in Die neue Erziehung, Jena, 1919, 8(1926), 665–670
- Das Rätsel Rußlands in Die neue Erziehung, Jena, 1919, 8(1926), 220–222